# Pedicularis craspedotricha
Pedicularis craspedotricha là loài thực vật có hoa thuộc họ Cỏ chổi. Loài này được Maxim. mô tả khoa học đầu tiên năm 1888.